# رأی مردم
رای مردم یک گروه ذی‌نفوذ بریتانیایی‌ست که هدفش ایجاد انتخابات همگانی برای قرارداد نهایی برکزیت بین بریتانیا و اتحادیه اروپا می‌باشد. گروه در یک رویدادی در آوریل ۲۰۱۸ با حضور چندی از نمایندگان مجلس عوام بریتانیا و بازیگر پاتریک استوارت تشکیل شد.